# Eiriña Futbol Club Pontevedra
L'Eiriña Futbol Club di Pontevedra era una società calcistica spagnola, con sede nella città spagnola di Pontevedra. La sua fondazione risale al 1920. Nel 1941 si fuse con la squadra del  Alfonso FC formando l'attuale  Pontevedra CF.